# VfL Wolfsburg
VfL Wolfsburg (celým názvem: Verein für Leibesübungen Wolfsburg e.V.) je německý sportovní klub, který sídlí ve městě Wolfsburg v Dolním Sasku. Klub byl založen roku 1945 a jeho součástí jsou sportovní týmy provozující fotbal, házenou, basketbal a mnoho dalších sportů. Fotbalový oddíl od sezóny 1997/98 působí v Bundeslize, německé nejvyšší fotbalové soutěži.
Hřištěm klubu je Volkswagen Arena s kapacitou 30 000 diváků.

## Fotbalová historie klubu

### 1945–1997
VfL Wolfsburg byl založen po konci druhé světové války, dne 12. září 1945. Hned v prvním roce své existence vyhrál 1. okresní třídu a do 50. let se vyvinul v kandidáta na postup do Fußball-Oberliga Nord, jedné ze skupin nejvyšší fotbalové soutěže. Po třech neúspěšných pokusech v postupových kolech se postup zdařil v roce 1954. I když hned v prvním zápase porazili Hamburger SV, klub, který této lize vždy dominoval, nikdy zde velkou roli nehráli a vždy jen těsně unikli sestupu. V roce 1959 musel klub zpátky do druhé ligy. Teprve v roce 1970 měl VfL opět šanci dostat se do první ligy, ale i přes triumf v Regionallize se mu to nepodařilo. Do 2. Bundesligy, založené v roce 1974, se Wolfsburg okamžitě kvalifikoval, ale hned v premiérové sezoně sestoupil o úroveň níže a odešel tak na skoro 20 let z profesionálního fotbalu. Na začátku 90. let se klub dokázal ve druhé lize stabilizovat. V roce 1995 byl Wolfsburg pod manažerem Peterem Panderem opět kandidátem na titul, postup mu ale opět unikl kvůli stejnému počtu bodů s Fortunou Düsseldorf. Ještě k tomu Wolfsburg prohrál ve finále DFB-Pokalu s Borussií Mönchengladbach. 11. června 1997 fanoušci slavili postup do Bundesligy.

### 1999–2007
Již v roce 1999 se týmu povedlo dostat do Poháru UEFA, potom se ještě pětkrát za sebou kvalifikovali do Poháru Intertoto a v roce 2004 poprvé vedli tabulku, následný titul však získal Werder Brémy. V ročnících 2006 a 2007 se však nedokázali umístit lépe než na 15. místě a pouze těsně zamezit sestupu.
Od 15. června 2007 se novým trenérem, manažerem a sportovním ředitelem stal bývalý trenér VfB Stuttgart a Bayernu Mnichov Felix Magath. Ten za nemalé finanční prostředky přivedl nové hráče, mezi nimiž byl i mladý český reprezentant Jan Šimůnek či teplický útočník Edin Džeko.

### Sezóna 2007/08

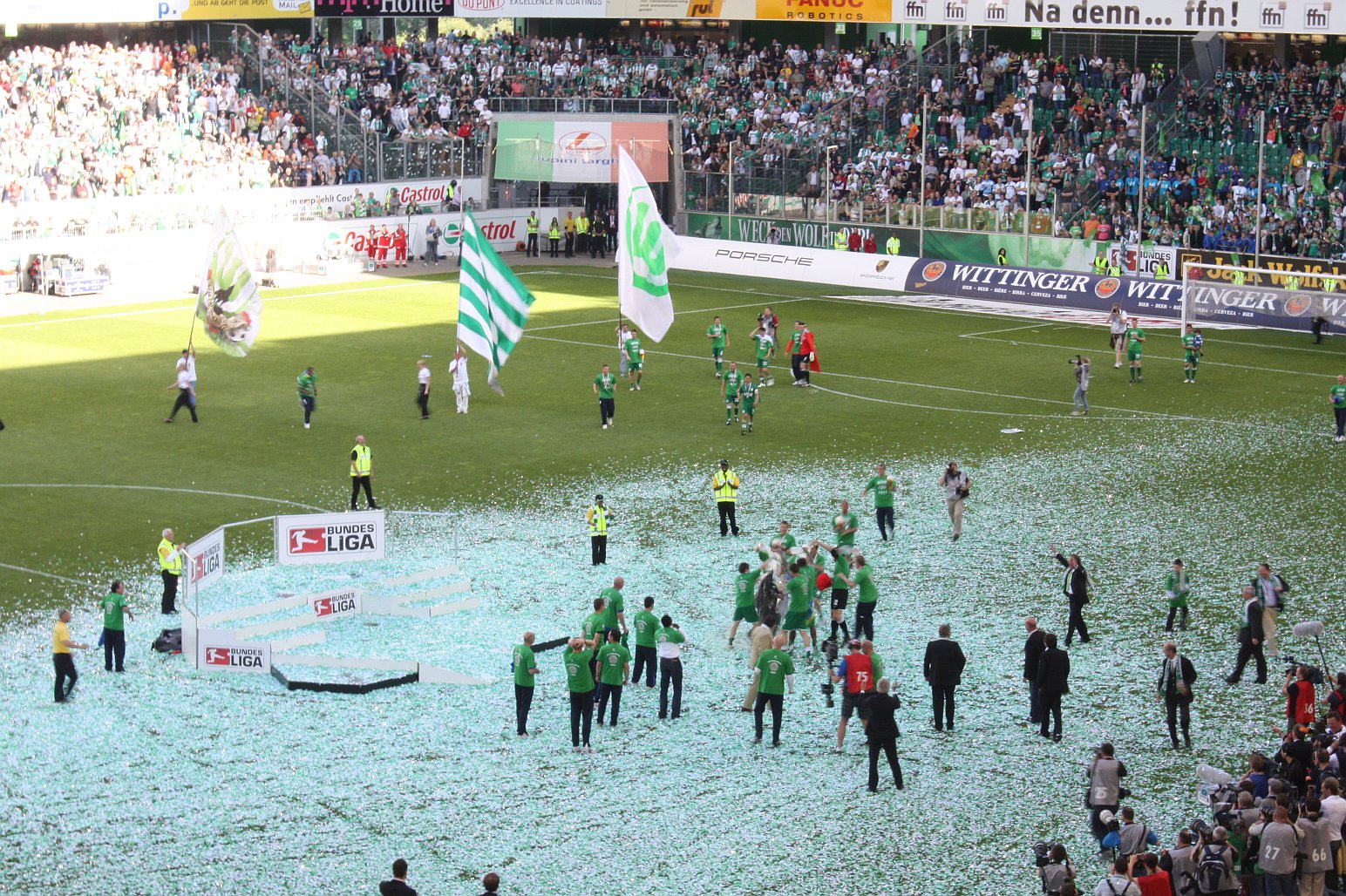
VfL Wolfsburg slaví titul 2009

Tým si v sezoně 2007/2008 překvapivým 5. místem v Bundeslize vybojoval účast v Poháru UEFA. V prvním kolem Wolfsburg vyřadil Rapid Bukurešť a dostal se do skupiny s týmy AC Milán, SC Heerenveen, SC Braga a Portsmouth FC. Díky remíze 2:2 s milánským AC se Wolfsburgu podařilo skupinu vyhrát, v jarní vyřazovací části však vypadl s Paris St. Germain.

### Sezóna 2008/09
V bundesligové sezoně 2008/2009 VfL Wolfsburg zaznamenal největší úspěch klubové historie – poprvé získal ligový titul. Kromě trenéra Magatha na tom měli velkou zásluhu i nejlepší střelci bundesligy, útočníci Grafite a Edin Džeko a záložník Zvjezdan Misimović, jenž zaznamenal 22 gólových přihrávek. Grafite a Džeko dali dohromady 54 z 80 branek VfL a tím překonali rekord Gerda Müllera a Uliho Hoeneße z ročníku 1971/1972. Wolfsburg se stal 12. týmem, který od založení bundesligy v roce 1963 dokázal získat mistrovský titul.
Po úspěšné sezoně opustil klub Felix Magath a vystřídal ho někdejší trenér Stuttgartu Armin Veh.

### Sezóna 2009/10
V sezóně 2009/10 se vedení týmu rozhodlo neprodloužit po polovině sezony smlouvu s trenérem Arminem Vehem, ten dovedl Wolfsburg pouze na 10. místo v tabulce a posléze ho nahradil anglický trenér Steve McClaren. V základní skupině Ligy mistrů tým skončil na třetím místě za Manchesterem United a CSKA Moskva a kvalifikoval se tak do prvního vyřazovacího kola Evropské ligy. "Vlci" postoupili až do čtvrtfinále, kde nestačil na pozdějšího finalistu Fulham celkovým skórem 1:3.

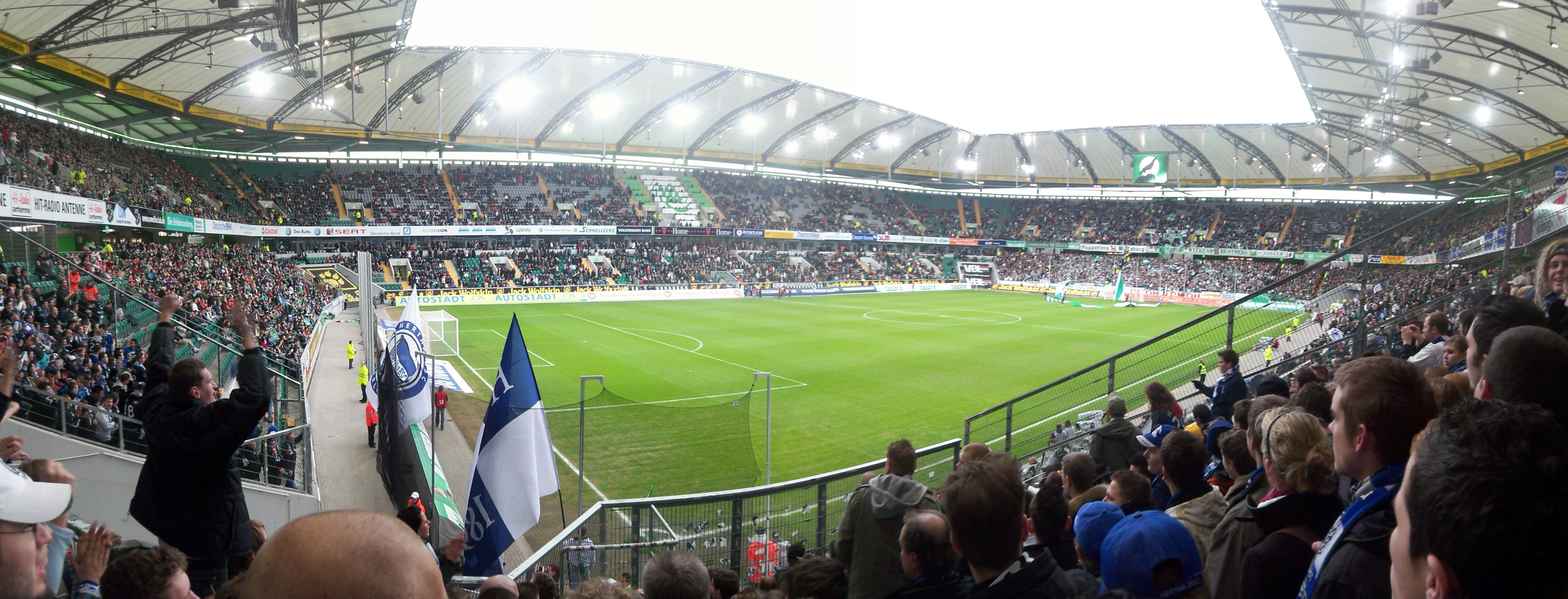
Domácí stadion Volkswagen Arena

### Sezóna 2010/11
V dalším ročníku se týmu vůbec nedařilo a Wolfsburg se krčil ve spodní polovině tabulky a tak nastala změna. Dne 7. února 2011 byl dosavadní kouč Steve McClaren vyhozen. Na trenérskou lavičku se po několika letech opět dostal Felix Magath, který měl pomoct týmu dostat se zpět na vrchol. "Vlci" nakonec skončili na 15. místě tabulky a zachránili se.

### Sezóna 2011/12
Před a v průběhu ročníku 2011/12 provedl staronový trenér v týmu spoustu změn a začal budovat víceméně nový tým. Z týmu odešli například Grafite, Thomas Hitzlsperger anebo Arne Friedrich. Do týmu naopak přišlo spoustu nových hráčů, mezi nimi i Češi Petr Jiráček a Václav Pilař. Mezi dalšími byl třeba nadějný obránce Ricardo Rodríguez. Tým nakonec skončil na osmém místě ligové tabulky. Kontroverzní trenér Felix Magath u týmu ale zůstal.

### Sezóna 2012/13
Na konci října 2012 byl Magath odvolán z funkce trenéra. Dočasně za něj tým vedl kouč rezervy Lorenz-Günther Köstner, než byl na konci prosince najat Dieter Hecking, který doposud trénoval 1. FC Norimberk.

### Sezóna 2013/14
Realistickou ambicí Vlků v sezóně 2013/14 bylo kvalifikování se do Evropské ligy.
Vzestup 19letého záložníka Maximiliana Arnolda z mužstva vystrnadil brazilského „špílmachra“ Diega.
Začátkem března na jaře 2014 zaznamenalo mužstvo ve 23. a 24. kole dvě vysoké prohry, nejprve na Hoffenheimu 2:6 a posléze doma proti Bayernu Mnichov 1:6, vzdor tomu, že proti bavorskému celku byl poločasový stav nerozhodně 1:1.
V posledním kole Vlci uhájili vyšší příčku před přímým konkurentem, Mönchengladbachem, kterého porazili doma 3:1, ovšem na příčku čtvrtou to nakonec nestačilo, tu o bod před Vlky udržel Leverkusen.
Wolfsburg tak v další sezóně čekala základní skupina v Evropské lize.

### Sezóna 2014/15

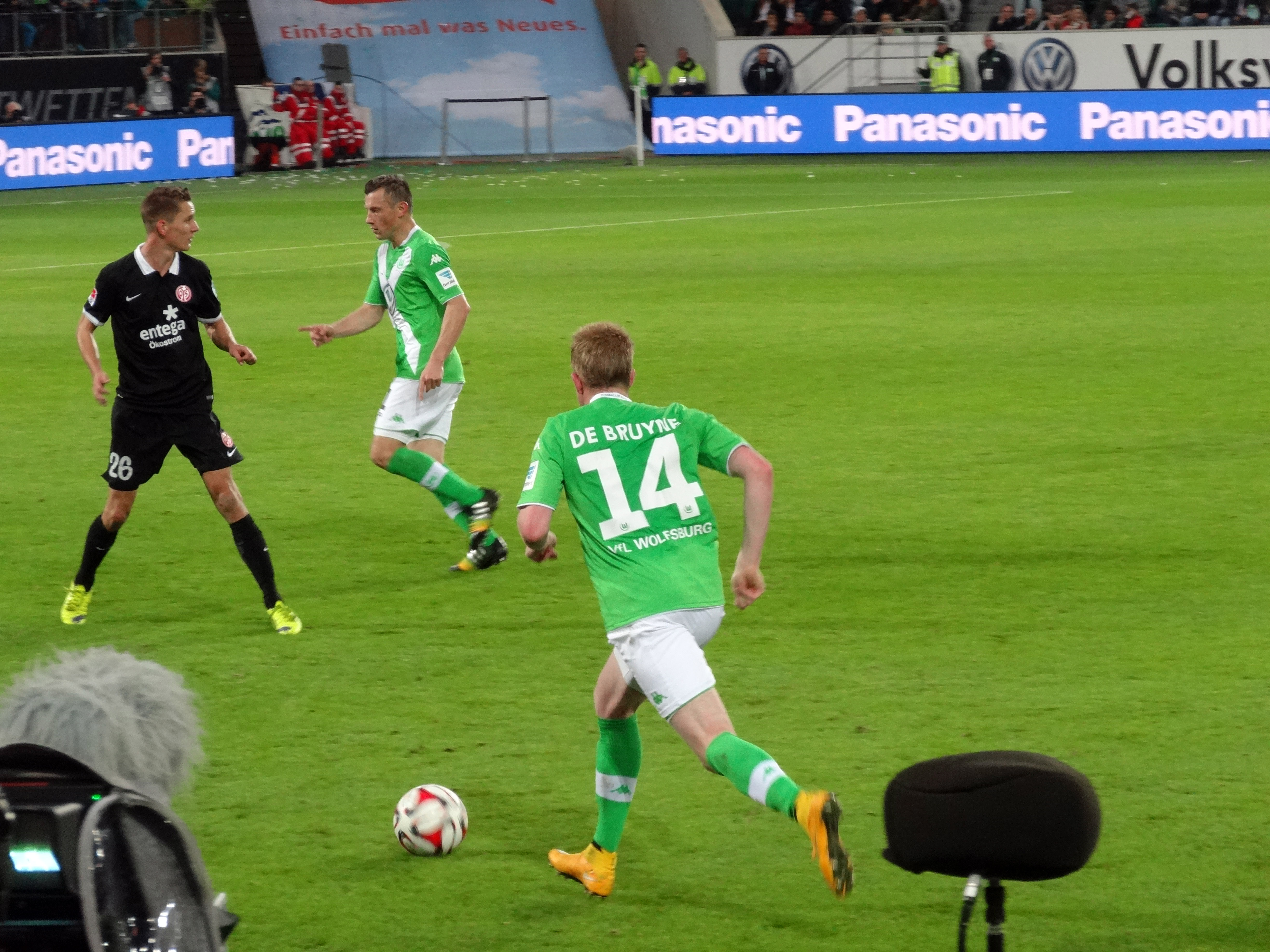
Kevin De Bruyne byl pro tým klíčový

Pod Dieterem Heckingem se zapracovali do kádru vlastní hráči jako Aaron Hunt, Sebastian Jung nebo Maximilian Arnold, v lednu 2015 přišla posila z Chelsea v podobě útočníka André Schürrleho za 30 milionů €.
V ročníku 2013/14 skončili Heckingovi svěřenci pátí a od Ligy mistrů je dělil pouhý bod. Bundesligový ročník 2014/15 zahájili Vlci prohrou 1:2 na Bayernu, kde se trefil Ivica Olić,
a jedním vítězstvím napříč pěti zápasy, od zářijové výhry proti Brémám ale načali sérii šesti výher v řadě. O to se mimo jiné zasloužila ofenzivní dvojice s hrotovým útočníkem Basem Dostem a záložníkem Kevinem De Bruynem rovněž z Chelsea, kterého Wolfsburg koupil za částku 18 milionů £.
V lednu porazili Vlci Bayern Mnichov 4:1 a stali se z druhé příčky jeho nejbližším pronásledovatelem. Vedle Oliće byl pro mužstvo zásadním také další Chorvat, záložník Ivan Perišić.
Bavorský velkoklub vedený Pepem Guardiolou se stal nedostižitelným, Wolfsburg se umístil jako druhý a dokráčel do finále německého poháru. Ten skončil pro Vlky vítězně. Na tom všem měla zásluhu též obranná řada. Tu utvořili dva Švýcaři – brankář a kapitán Diego Benaglio a krajní obránce Ricardo Rodríguez, vedle nich německý obránce Marcel Schäfer a dále dva Brazilci. Prvním z nich byl stoper Naldo a druhým defenzivní záložník Luiz Gustavo.

### Sezóna 2019/20
Novým trenérem Vlků se stal na tři roky Rakušan Oliver Glasner. Mužstvo posílil pravý krajní obránce Kevin Mbabu a záložník Xavier Schlager.
Bundesligová neporazitelnost trvala do 10. kola, kdy prohrálo na půdě Borussie Dortmund 0:3.
Na evropském poli Vlci postoupili ze skupiny Evropské ligy UEFA ze druhého místa za Gentem a před Saint-Étienne a FK Oleksandrija. V šestnáctifinále si poradili s Malmö, následně je čekal Šachtar Doněck.

## Získané trofeje
- Fußballmeisterschaft / Bundesliga ( 1× )[14]
  - 2008/09
- DFB-Pokal ( 1× )
  - 2014/15[15]
- DFL-Supercup ( 1× )
  - 2015[16]
- Niedersachsenpokal ( 3× )
  - 1961/62, 2001/02‡, 2002/03‡ (‡ = ročník vyhrál rezervní tým)

## Soupiska
Aktuální k datu: 6. červen 2020 
| Číslo |            | Pozice | Hráč              |
| ----- | ---------- | ------ | ----------------- |
| 1     | Belgie     | B      | Koen Casteels     |
| 2     | Brazílie   | O      | William           |
| 4     | Španělsko  | Z      | Ignacio Camacho   |
| 6     | Brazílie   | O      | Paulo Otávio      |
| 7     | Chorvatsko | Z      | Josip Brekalo     |
| 8     | Švýcarsko  | Z      | Renato Steffen    |
| 9     | Nizozemsko | Ú      | Wout Weghorst     |
| 11    | Německo    | Z      | Felix Klaus       |
| 12    | Rakousko   | B      | Pavao Pervan      |
| 13    | Německo    | Z      | Yannick Gerhardt  |
| 14    | Švýcarsko  | Ú      | Admir Mehmedi     |
| 15    | Francie    | O      | Jérôme Roussillon |
| 19    | Švýcarsko  | O      | Kevin Mbabu       |
| 22    | Chorvatsko | O      | Marin Pongračić   |

| Číslo |                                | Pozice | Hráč                        |
| ----- | ------------------------------ | ------ | --------------------------- |
| 23    | Francie                        | Z      | Josuha Guilavogui (kapitán) |
| 24    | Rakousko                       | Z      | Xaver Schlager              |
| 25    | USA                            | O      | John Brooks                 |
| 26    | USA                            | Ú      | Ulysses Llanez              |
| 27    | Německo                        | Z      | Maximilian Arnold           |
| 29    | Egypt                          | Ú      | Omar Marmoush               |
| 30    | Německo                        | B      | Niklas Klinger              |
| 31    | Německo                        | O      | Robin Knoche                |
| 32    | Konžská demokratická republika | O      | Marcel Tisserand            |
| 33    | Německo                        | Ú      | Daniel Ginczek              |
| 35    | Německo                        | B      | Lino Kasten                 |
| 36    | Německo                        | B      | Phillip Menzel              |
| 38    | Belgie                         | Z      | Ismail Azzaoui              |
| 40    | Brazílie                       | Ú      | Victor Sá                   |

Na hostování
| Číslo |            | Pozice | Hráč                                                |
| ----- | ---------- | ------ | --------------------------------------------------- |
|       | Nizozemsko | O      | Jeffrey Bruma (hostování v klubu 1. FSV Mainz 05)   |
|       | Turecko    | Z      | Yunus Mallı (hostování v klubu 1. FC Union Berlin)  |
|       | Německo    | O      | Ohis Felix Uduokhai (hostování v klubu FC Augsburg) |

| Číslo |         | Pozice | Hráč                                                      |
| ----- | ------- | ------ | --------------------------------------------------------- |
|       | Německo | Z      | John Yeboah (hostování v klubu VVV-Venlo)                 |
|       | Německo | Z      | Marvin Stefaniak (hostování v klubu SpVgg Greuther Fürth) |
|       | Německo | Z      | Elvis Rexhbeçaj (hostování v klubu 1. FC Köln)            |

## Umístění v jednotlivých sezonách
Stručný přehled
Zdroj: 
- 1947–1948: Bezirksliga Braunschweig
- 1948–1949: Landesliga Niedersachsen-Braunschweig
- 1949–1954: Amateuroberliga Niedersachsen Ost
- 1954–1959: Fußball-Oberliga Nord
- 1959–1963: Amateuroberliga Niedersachsen Ost
- 1963–1974: Fußball-Regionalliga Nord
- 1974–1975: 2. Fußball-Bundesliga Nord
- 1975–1976: Fußball-Oberliga Nord
- 1976–1977: 2. Fußball-Bundesliga Nord
- 1977–1992: Fußball-Oberliga Nord
- 1992–1997: 2. Fußball-Bundesliga
- 1997– : Fußball-Bundesliga

Jednotlivé ročníky
Zdroj: 
Legenda: Z – zápasy, V – výhry, R – remízy, P – porážky, VG – vstřelené góly, OG – obdržené góly, +/- – rozdíl skóre, B – body, zlaté podbarvení – 1. místo, stříbrné podbarvení – 2. místo, bronzové podbarvení – 3. místo, červené podbarvení – sestup, zelené podbarvení – postup, fialové podbarvení – reorganizace, změna skupiny či soutěže
| Britská okupační zóna (1947 – 1949) |                                       |        |    |    |    |    |     |     |     |    |        |
| Sezóny                              | Liga                                  | Úroveň | Z  | V  | R  | P  | VG  | OG  | +/- | B  | Pozice |
| 1947/48                             | Bezirksliga Braunschweig              | 3      | …  | …  | …  | …  | …   | …   | …   | …  |        |
| 1948/49                             | Landesliga Niedersachsen-Braunschweig | 2      | 22 | …  | …  | …  | 67  | 33  | +34 | 28 | 4.     |
| Německo (1949 – )                   |                                       |        |    |    |    |    |     |     |     |    |        |
| Sezóny                              | Liga                                  | Úroveň | Z  | V  | R  | P  | VG  | OG  | +/− | B  | Pozice |
| 1949/50                             | Amateuroberliga Niedersachsen Ost     | 2      | 34 | …  | …  | …  | 90  | 56  | +34 | 48 | 2.     |
| 1950/51                             | Amateuroberliga Niedersachsen Ost     | 2      | 34 | …  | …  | …  | 77  | 38  | +39 | 51 | 2.     |
| 1951/52                             | Amateuroberliga Niedersachsen Ost     | 2      | 38 | …  | …  | …  | 102 | 49  | +53 | 56 | 1.     |
| 1952/53                             | Amateuroberliga Niedersachsen Ost     | 2      | 32 | …  | …  | …  | 104 | 38  | +66 | 48 | 2.     |
| 1953/54                             | Amateuroberliga Niedersachsen Ost     | 2      | 30 | …  | …  | …  | 83  | 45  | +38 | 40 | 1.     |
| 1954/55                             | Fußball-Oberliga Nord                 | 1      | 30 | 7  | 10 | 13 | 34  | 53  | -19 | 24 | 14.    |
| 1955/56                             | Fußball-Oberliga Nord                 | 1      | 30 | 8  | 9  | 13 | 55  | 62  | -7  | 25 | 14.    |
| 1956/57                             | Fußball-Oberliga Nord                 | 1      | 30 | 10 | 6  | 14 | 51  | 71  | -20 | 26 | 14.    |
| 1957/58                             | Fußball-Oberliga Nord                 | 1      | 30 | 11 | 4  | 15 | 57  | 57  | 0   | 26 | 11.    |
| 1958/59                             | Fußball-Oberliga Nord                 | 1      | 30 | 6  | 4  | 20 | 31  | 56  | -25 | 16 | 16.    |
| 1959/60                             | Amateuroberliga Niedersachsen Ost     | 2      | 32 | …  | …  | …  | 64  | 27  | +37 | 41 | 3.     |
| 1960/61                             | Amateuroberliga Niedersachsen Ost     | 2      | 32 | …  | …  | …  | 60  | 54  | +6  | 36 | 5.     |
| 1961/62                             | Amateuroberliga Niedersachsen Ost     | 2      | 30 | …  | …  | …  | 76  | 42  | +34 | 39 | 3.     |
| 1962/63                             | Amateuroberliga Niedersachsen Ost     | 2      | 30 | …  | …  | …  | 76  | 32  | +44 | 49 | 1.     |
| 1963/64                             | Fußball-Regionalliga Nord             | 2      | 34 | 14 | 6  | 14 | 50  | 61  | -11 | 34 | 9.     |
| 1964/65                             | Fußball-Regionalliga Nord             | 2      | 32 | 12 | 8  | 12 | 53  | 56  | -3  | 32 | 6.     |
| 1965/66                             | Fußball-Regionalliga Nord             | 2      | 32 | 15 | 2  | 15 | 55  | 55  | 0   | 32 | 8.     |
| 1966/67                             | Fußball-Regionalliga Nord             | 2      | 32 | 19 | 2  | 11 | 57  | 33  | +24 | 40 | 4.     |
| 1967/68                             | Fußball-Regionalliga Nord             | 2      | 32 | 17 | 9  | 6  | 61  | 34  | +27 | 43 | 3.     |
| 1968/69                             | Fußball-Regionalliga Nord             | 2      | 32 | 15 | 8  | 9  | 59  | 44  | +15 | 38 | 7.     |
| 1969/70                             | Fußball-Regionalliga Nord             | 2      | 32 | 19 | 8  | 5  | 78  | 45  | +43 | 46 | 2.     |
| 1970/71                             | Fußball-Regionalliga Nord             | 2      | 34 | 12 | 12 | 10 | 56  | 48  | +8  | 36 | 9.     |
| 1971/72                             | Fußball-Regionalliga Nord             | 2      | 34 | 20 | 5  | 9  | 63  | 38  | +25 | 45 | 3.     |
| 1972/73                             | Fußball-Regionalliga Nord             | 2      | 34 | 19 | 8  | 7  | 71  | 35  | +36 | 46 | 3.     |
| 1973/74                             | Fußball-Regionalliga Nord             | 2      | 36 | 19 | 8  | 9  | 77  | 51  | +26 | 46 | 4.     |
| 1974/75                             | 2. Fußball-Bundesliga Nord            | 2      | 38 | 10 | 6  | 22 | 61  | 89  | -28 | 26 | 19.    |
| 1975/76                             | Fußball-Oberliga Nord                 | 3      | 34 | 18 | 10 | 6  | 72  | 36  | +36 | 46 | 2.     |
| 1976/77                             | 2. Fußball-Bundesliga Nord            | 2      | 38 | 5  | 6  | 27 | 46  | 119 | -73 | 16 | 20.    |
| 1977/78                             | Fußball-Oberliga Nord                 | 3      | 34 | 19 | 8  | 7  | 74  | 46  | +28 | 46 | 2.     |
| 1978/79                             | Fußball-Oberliga Nord                 | 3      | 34 | 13 | 9  | 12 | 61  | 46  | +15 | 35 | 5.     |
| 1979/80                             | Fußball-Oberliga Nord                 | 3      | 34 | 18 | 11 | 5  | 79  | 45  | +34 | 47 | 3.     |
| 1980/81                             | Fußball-Oberliga Nord                 | 3      | 34 | 20 | 5  | 9  | 76  | 52  | +24 | 45 | 6.     |
| 1981/82                             | Fußball-Oberliga Nord                 | 3      | 34 | 16 | 8  | 10 | 48  | 45  | +3  | 40 | 4.     |
| 1982/83                             | Fußball-Oberliga Nord                 | 3      | 34 | 14 | 10 | 10 | 70  | 51  | +19 | 38 | 5.     |
| 1983/84                             | Fußball-Oberliga Nord                 | 3      | 34 | 12 | 7  | 15 | 59  | 69  | -10 | 31 | 14.    |
| 1984/85                             | Fußball-Oberliga Nord                 | 3      | 34 | 13 | 8  | 13 | 38  | 43  | -5  | 34 | 9.     |
| 1985/86                             | Fußball-Oberliga Nord                 | 3      | 34 | 13 | 10 | 11 | 44  | 52  | -8  | 36 | 6.     |
| 1986/87                             | Fußball-Oberliga Nord                 | 3      | 32 | 16 | 7  | 9  | 75  | 40  | +35 | 39 | 6.     |
| 1987/88                             | Fußball-Oberliga Nord                 | 3      | 34 | 25 | 4  | 5  | 100 | 37  | +63 | 54 | 2.     |
| 1988/89                             | Fußball-Oberliga Nord                 | 3      | 34 | 15 | 13 | 6  | 65  | 36  | +29 | 43 | 3.     |
| 1989/90                             | Fußball-Oberliga Nord                 | 3      | 34 | 17 | 8  | 9  | 60  | 48  | +12 | 42 | 4.     |
| 1990/91                             | Fußball-Oberliga Nord                 | 3      | 34 | 25 | 3  | 6  | 81  | 36  | +45 | 53 | 1.     |
| 1991/92                             | Fußball-Oberliga Nord                 | 3      | 32 | 18 | 9  | 5  | 82  | 36  | +46 | 45 | 1.     |
| 1992/93                             | 2. Fußball-Bundesliga                 | 2      | 46 | 16 | 13 | 17 | 65  | 69  | -4  | 45 | 14.    |
| 1993/94                             | 2. Fußball-Bundesliga                 | 2      | 38 | 15 | 10 | 13 | 47  | 45  | +2  | 40 | 5.     |
| 1994/95                             | 2. Fußball-Bundesliga                 | 2      | 34 | 15 | 13 | 6  | 51  | 40  | +11 | 43 | 4.     |
| 1995/96                             | 2. Fußball-Bundesliga                 | 2      | 34 | 10 | 14 | 10 | 41  | 46  | -5  | 44 | 12.    |
| 1996/97                             | 2. Fußball-Bundesliga                 | 2      | 34 | 14 | 16 | 4  | 52  | 29  | +23 | 58 | 2.     |
| 1997/98                             | Fußball-Bundesliga                    | 1      | 34 | 11 | 6  | 17 | 38  | 54  | -16 | 39 | 14.    |
| 1998/99                             | Fußball-Bundesliga                    | 1      | 34 | 15 | 10 | 9  | 54  | 49  | +5  | 55 | 6.     |
| 1999/00                             | Fußball-Bundesliga                    | 1      | 34 | 12 | 13 | 9  | 51  | 58  | -7  | 49 | 7.     |
| 2000/01                             | Fußball-Bundesliga                    | 1      | 34 | 12 | 11 | 11 | 60  | 45  | +15 | 47 | 9.     |
| 2001/02                             | Fußball-Bundesliga                    | 1      | 34 | 13 | 7  | 14 | 57  | 49  | +8  | 46 | 10.    |
| 2002/03                             | Fußball-Bundesliga                    | 1      | 34 | 13 | 7  | 14 | 39  | 42  | -3  | 46 | 8.     |
| 2003/04                             | Fußball-Bundesliga                    | 1      | 34 | 13 | 3  | 18 | 56  | 61  | -5  | 42 | 10.    |
| 2004/05                             | Fußball-Bundesliga                    | 1      | 34 | 15 | 3  | 16 | 49  | 51  | -2  | 48 | 9.     |
| 2005/06                             | Fußball-Bundesliga                    | 1      | 34 | 7  | 13 | 14 | 33  | 55  | -22 | 34 | 15.    |
| 2006/07                             | Fußball-Bundesliga                    | 1      | 34 | 8  | 13 | 13 | 37  | 45  | -8  | 37 | 15.    |
| 2007/08                             | Fußball-Bundesliga                    | 1      | 34 | 15 | 9  | 10 | 58  | 46  | +12 | 54 | 5.     |
| 2008/09                             | Fußball-Bundesliga                    | 1      | 34 | 21 | 6  | 7  | 80  | 41  | +39 | 69 | 1.     |
| 2009/10                             | Fußball-Bundesliga                    | 1      | 34 | 14 | 8  | 12 | 64  | 58  | +6  | 50 | 8.     |
| 2010/11                             | Fußball-Bundesliga                    | 1      | 34 | 9  | 11 | 14 | 43  | 48  | -5  | 38 | 15.    |
| 2011/12                             | Fußball-Bundesliga                    | 1      | 34 | 13 | 5  | 16 | 47  | 60  | -13 | 44 | 8.     |
| 2012/13                             | Fußball-Bundesliga                    | 1      | 34 | 10 | 13 | 11 | 47  | 52  | -5  | 43 | 11.    |
| 2013/14                             | Fußball-Bundesliga                    | 1      | 34 | 18 | 6  | 10 | 63  | 50  | +13 | 60 | 5.     |
| 2014/15                             | Fußball-Bundesliga                    | 1      | 34 | 20 | 9  | 5  | 72  | 38  | +34 | 69 | 2.     |
| 2015/16                             | Fußball-Bundesliga                    | 1      | 34 | 12 | 9  | 13 | 47  | 49  | -2  | 45 | 8.     |
| 2016/17                             | Fußball-Bundesliga                    | 1      | 34 | 10 | 7  | 17 | 34  | 52  | -18 | 37 | 16.    |
| 2017/18                             | Fußball-Bundesliga                    | 1      | 34 | 6  | 15 | 13 | 36  | 48  | -12 | 33 | 16.    |
| 2018/19                             | Fußball-Bundesliga                    | 1      | 34 | 16 | 7  | 11 | 62  | 50  | +12 | 55 | 6.     |
| 2019/20                             | Fußball-Bundesliga                    | 1      | 34 | 13 | 10 | 11 | 48  | 46  | +2  | 49 | 7.     |
| 2020/21                             | Fußball-Bundesliga                    | 1      | 34 | 17 | 10 | 7  | 61  | 37  | +24 | 61 | 4.     |
| 2021/22                             | Fußball-Bundesliga                    | 1      | 34 | 12 | 6  | 16 | 43  | 54  | -11 | 42 | 12.    |
| 2022/23                             | Fußball-Bundesliga                    | 1      | 34 | 13 | 10 | 11 | 57  | 48  | +9  | 49 | 8.     |
| 2023/24                             | Fußball-Bundesliga                    | 1      | 34 | 10 | 7  | 17 | 41  | 56  | -15 | 37 | 12.    |
| 2024/25                             | Fußball-Bundesliga                    | 1      | 34 | 11 | 10 | 13 | 56  | 54  | +2  | 43 | 11.    |

## Účast v evropských pohárech
| Ročník  | Soutěž             | Kolo               | Klub                     | Doma | Venku | Celkem    |
| ------- | ------------------ | ------------------ | ------------------------ | ---- | ----- | --------- |
| 1999/00 | Pohár UEFA         | 1. kolo            | Debreceni VSC            | 2:0  | 1:2   | 3:2       |
| 1999/00 | Pohár UEFA         | 2. kolo            | Roda JC                  | 1:0  | 0:0   | 1:0       |
| 1999/00 | Pohár UEFA         | 3. kolo            | Atlético Madrid          | 2:3  | 1:2   | 3:5       |
| 2008/09 | Pohár UEFA         | 1. kolo            | FC Rapid București       | 1:0  | 1:1   | 2:1       |
| 2008/09 | Pohár UEFA         | Základní skupina E | AC Milan                 |      | 2:2   | 1. místo  |
| 2008/09 | Pohár UEFA         | Základní skupina E | SC Braga                 |      | 2:3   | 1. místo  |
| 2008/09 | Pohár UEFA         | Základní skupina E | Portsmouth FC            | 3:2  |       | 1. místo  |
| 2008/09 | Pohár UEFA         | Základní skupina E | SC Heerenveen            | 5:1  |       | 1. místo  |
| 2008/09 | Pohár UEFA         | Šestnáctifinále    | Paris Saint-Germain FC   | 1:3  | 0:2   | 1:5       |
| 2009/10 | Liga mistrů UEFA   | Základní skupina B | Manchester United FC     | 1:3  | 1:2   | 3. místo  |
| 2009/10 | Liga mistrů UEFA   | Základní skupina B | PFK CSKA Moskva          | 3:1  | 1:2   | 3. místo  |
| 2009/10 | Liga mistrů UEFA   | Základní skupina B | Beşiktaş JK              | 0:0  | 3:0   | 3. místo  |
| 2009/10 | Evropská liga UEFA | Šestnáctifinále    | Villarreal CF            | 4:1  | 2:2   | 6:3       |
| 2009/10 | Evropská liga UEFA | Osmifinále         | FK Rubin Kazaň           | 2:1  | 1:1   | 3:2       |
| 2009/10 | Evropská liga UEFA | Čtvrtfinále        | Fulham FC                | 0:1  | 1:2   | 1:3       |
| 2014/15 | Evropská liga UEFA | Základní skupina H | Everton FC               | 0:2  | 1:4   | 2. místo  |
| 2014/15 | Evropská liga UEFA | Základní skupina H | Lille OSC                | 1:1  | 3:0   | 2. místo  |
| 2014/15 | Evropská liga UEFA | Základní skupina H | FK Krasnodar             | 5:1  | 4:2   | 2. místo  |
| 2014/15 | Evropská liga UEFA | Šestnáctifinále    | Sporting CP              | 2:0  | 0:0   | 2:0       |
| 2014/15 | Evropská liga UEFA | Osmifinále         | FC Internazionale Milano | 3:1  | 2:1   | 5:2       |
| 2014/15 | Evropská liga UEFA | Čtvrtfinále        | SSC Neapol               | 1:4  | 2:2   | 3:6       |
| 2015/16 | Liga mistrů UEFA   | Základní skupina B | Manchester United FC     | 1:2  | 3:2   | 1. místo  |
| 2015/16 | Liga mistrů UEFA   | Základní skupina B | PSV Eindhoven            | 2:0  | 0:2   | 1. místo  |
| 2015/16 | Liga mistrů UEFA   | Základní skupina B | PFK CSKA Moskva          | 1:0  | 2:0   | 1. místo  |
| 2015/16 | Liga mistrů UEFA   | Osmifinále         | KAA Gent                 | 3:2  | 1:0   | 4:2       |
| 2015/16 | Liga mistrů UEFA   | Čtvrtfinále        | Real Madrid              | 2:0  | 0:3   | 2:3       |
| 2019/20 | Evropská liga UEFA | Základní skupina I | FK Oleksandrija          | 3:1  | 1:0   | 2 . místo |
| 2019/20 | Evropská liga UEFA | Základní skupina I | AS Saint-Étienne         | 1:0  | 1:1   | 2 . místo |
| 2019/20 | Evropská liga UEFA | Základní skupina I | KAA Gent                 | 1:3  | 2:2   | 2 . místo |
| 2019/20 | Evropská liga UEFA | Šestnáctifinále    | Malmö FF                 | 2:1  | 3:0   | 5:1       |
| 2019/20 | Evropská liga UEFA | Osmifinále         | FK Šachtar Doněck        | 1:2  | 0:3   | 1:5       |

## Trenéři klubu od roku 1963
| Jméno                  | Od               | Do              |
| ---------------------- | ---------------- | --------------- |
| Ludwig Lachner         | 01.07.1963       | 30.06.1966      |
| Imre Farkaszinski      | 01.07.1966       | 16.01.1975      |
| Fritz Schollmeyer      | 17.01.1975       | 23.04.1975      |
| Günther Brockmeyer     | 29.04.1975       | 28.11.1975      |
| Paul Kietzmann         | 02.12.1976       | 04.03.1978      |
| Radoslav Momirski      | 05.03.1978       | 02.12.1978      |
| Imre Farkaszinski      | 04.12.1978       | 29.04.1979      |
| Henk van Meteren       | 30.04.1979       | 20.10.1983      |
| Wilfried Kemmer        | 22.10.1983       | 30.06.1984      |
| Wolf-Rüdiger Krause    | 01.07.1984       | 30.06.1988      |
| Horst Hrubesch         | 01.07.1988       | 30.06.1989      |
| Ernst Menzel           | 01.07.1989       | 30.06.1991      |
| Uwe Erkenbrecher       | 01.07.1991       | 08.02.1993      |
| Dieter Winter          | 09.02.1993       | 15.02.1993      |
| Eckhard Krautzun       | 16.02.1993       | 05.05.1993      |
| Gerd Roggensack        | 06.04.1995       | 22.10.1995      |
| Willi Reimann          | 23.10.1995       | 15.03.1998      |
| Uwe Erkenbrecher       | 18.03.1998       | 22.03.1998      |
| Wolfgang Wolf          | 23.03.1998       | 04.03.2003      |
| Jürgen Röber           | 04.03.2003       | 04.04.2004      |
| Eric Gerets            | 04.04.2004       | 28.05.2005      |
| Holger Fach            | 01.07.2005       | 19.12.2005      |
| Klaus Augenthaler      | 29.12.2005       | 19.05.2007      |
| Felix Magath           | 01.06.2007       | 30.06.2009      |
| Armin Veh              | 01.07.2009       | 25.01.2010      |
| Lorenz-Günther Köstner | 25.01.2010       | 30.06.2010      |
| Steve McClaren         | 01.07.2010       | 07.02.2011      |
| Pierre Littbarski      | 07.02.2011       | 18.03.2011      |
| Felix Magath           | 18.03.2011       | 25.10.2012      |
| Lorenz-Günther Köstner | 25.10.2012       | 31.12.2012      |
| Dieter Hecking         | 01.01.2013       | 17.10.2016      |
| Valérien Ismaël        | 17.10.2016       | 26. únor 2017   |
| Andries Jonker         | 27. únor 2017    | 18. září 2017   |
| Martin Schmidt         | 18. září 2017    | 19. únor 2018   |
| Bruno Labbadia         | 20. únor 2018    | 25. květen 2019 |
| Oliver Glasner         | 30. červen 2019  | 30. červen 2021 |
| Mark van Bommel        | 1. červenec 2021 | 24. říjen 2021  |
| Florian Kohfeldt       | 28. říjen 2021   | 15. květen 2022 |

## VfL Wolfsburg II
VfL Wolfsburg II, dříve znám také pod názvem VfL Wolfsburg Amateure, je rezervním týmem Wolfsburgu. Největšího úspěchu dosáhl v sezóně 2004/05, kdy se v Regionallize (tehdejší 3. nejvyšší soutěž) umístil na 16. místě.

### Umístění v jednotlivých sezonách
Stručný přehled
Zdroj: 
- 1995–1999: Verbandsliga Ost Niedersachsen
- 1999–2004: Fußball-Oberliga Nord-Niedersachsen/Bremen
- 2004–2005: Fußball-Regionalliga Nord
- 2005–2007: Fußball-Oberliga Nord
- 2007– : Fußball-Regionalliga Nord

Jednotlivé ročníky
Zdroj: 
Legenda: Z – zápasy, V – výhry, R – remízy, P – porážky, VG – vstřelené góly, OG – obdržené góly, +/- – rozdíl skóre, B – body, červené podbarvení – sestup, zelené podbarvení – postup, fialové podbarvení – reorganizace, změna skupiny či soutěže
| Německo (1995 – ) |                                            |        |    |    |    |    |    |    |     |     |        |
| Sezóny            | Liga                                       | Úroveň | Z  | V  | R  | P  | VG | OG | B   | +/- | Pozice |
| 1995/96           | Verbandsliga Ost Niedersachsen             | 5      | 30 | …  | …  | …  | 59 | 44 | +15 | 54  | 4.     |
| 1996/97           | Verbandsliga Ost Niedersachsen             | 5      | 30 | …  | …  | …  | 72 | 43 | +29 | 48  | 6.     |
| 1997/98           | Verbandsliga Ost Niedersachsen             | 5      | 30 | …  | …  | …  | 64 | 21 | +43 | 69  | 2.     |
| 1998/99           | Verbandsliga Ost Niedersachsen             | 5      | 28 | …  | …  | …  | 61 | 16 | +45 | 67  | 1.     |
| 1999/00           | Fußball-Oberliga Nord-Niedersachsen/Bremen | 4      | 30 | 16 | 11 | 3  | 62 | 27 | +35 | 59  | 3.     |
| 2000/01           | Fußball-Oberliga Nord-Niedersachsen/Bremen | 4      | 34 | 13 | 10 | 11 | 50 | 46 | +4  | 49  | 9.     |
| 2001/02           | Fußball-Oberliga Nord-Niedersachsen/Bremen | 4      | 34 | 17 | 7  | 10 | 61 | 51 | +10 | 58  | 6.     |
| 2002/03           | Fußball-Oberliga Nord-Niedersachsen/Bremen | 4      | 34 | 19 | 11 | 4  | 69 | 31 | +38 | 68  | 2.     |
| 2003/04           | Fußball-Oberliga Nord-Niedersachsen/Bremen | 4      | 34 | 26 | 4  | 4  | 93 | 29 | +64 | 82  | 1.     |
| 2004/05           | Fußball-Regionalliga Nord                  | 3      | 36 | 7  | 13 | 16 | 37 | 58 | -21 | 33  | 16.    |
| 2005/06           | Fußball-Oberliga Nord                      | 4      | 34 | 20 | 10 | 4  | 73 | 32 | +41 | 70  | 3.     |
| 2006/07           | Fußball-Oberliga Nord                      | 4      | 34 | 25 | 6  | 3  | 84 | 27 | +57 | 81  | 1.     |
| 2007/08           | Fußball-Regionalliga Nord                  | 3      | 36 | 5  | 7  | 24 | 20 | 81 | -61 | 22  | 19.    |
| 2008/09           | Fußball-Regionalliga Nord                  | 4      | 34 | 15 | 8  | 11 | 53 | 35 | +18 | 53  | 5.     |
| 2009/10           | Fußball-Regionalliga Nord                  | 4      | 34 | 21 | 7  | 6  | 60 | 20 | +40 | 70  | 2.     |
| 2010/11           | Fußball-Regionalliga Nord                  | 4      | 34 | 23 | 6  | 5  | 59 | 28 | +31 | 75  | 2.     |
| 2011/12           | Fußball-Regionalliga Nord                  | 4      | 34 | 14 | 9  | 11 | 52 | 41 | +11 | 51  | 4.     |
| 2012/13           | Fußball-Regionalliga Nord                  | 4      | 30 | 16 | 8  | 6  | 49 | 20 | +29 | 56  | 3.     |
| 2013/14           | Fußball-Regionalliga Nord                  | 4      | 34 | 23 | 5  | 6  | 85 | 28 | +57 | 74  | 1.     |
| 2014/15           | Fußball-Regionalliga Nord                  | 4      | 34 | 19 | 7  | 8  | 74 | 40 | +34 | 64  | 2.     |
| 2015/16           | Fußball-Regionalliga Nord                  | 4      | 34 | 25 | 4  | 5  | 87 | 24 | +63 | 79  | 1.     |
| 2016/17           | Fußball-Regionalliga Nord                  | 4      | 34 | 15 | 10 | 9  | 53 | 40 | +13 | 55  | 3.     |
| 2017/18           | Fußball-Regionalliga Nord                  | 4      | 34 | 19 | 8  | 7  | 65 | 34 | +31 | 65  | 3.     |
| 2018/19           | Fußball-Regionalliga Nord                  | 4      | 34 |    |    |    |    |    |     |     |        |